# Boeing Monomail
Boeing Model 200 Monomail je bilo enomotorno 6-sedežno potniško letalo iz zgodnjih 1930ih. Monomail je bil korak naprej od tradicionalnih dvokrilnikov, bil je povsem kovinske konstrukcije, imel je nizkonameščeno kantilever krilo in uvlačljivo pristajalno podvozje z repnim kolesom. Zgradili so samo 2 primerka. 

## Specifikacije (Model 221)
Splošne značilnosti
- Posadka: 1 pilot
- Število sedežev: 6 potnikov
- Dolžina: 42 ft (13 m)
- Razpon kril: 59 ft (18 m)
- Aeroprofil: Boeing 106
- Bruto teža: 8.000 lb (3.629 kg)
- Pogon letala: 1 × Pratt & Whitney R-1860 Hornet B radialni motor, 575 hp (429 kW)
- Propelerji: št. lopatic: 2

Zmogljivost
- Maks. hitrost: 158 mph (254 km/h; 137 kn)
- Potovalna hitrost: 135 mph (117 kn; 217 km/h)
- Doseg: 575 mi (500 nmi; 925 km)
- Višina leta (servisna): 14.700 ft (4.481 m)